# Ozicrypta cooloola
Espèce
Ozicrypta cooloola est une espèce d'araignées mygalomorphes de la famille des Barychelidae.

## Distribution
Cette espèce est endémique du Queensland en Australie. Elle se rencontre vers Cooloola, Gympie, Noosa Heads, Nambour, Pomona et sur l'île Fraser.

## Description
Le mâle holotype mesure 14 mm et la femelle paratype 26 mm.

## Étymologie
Son nom d'espèce lui a été donné en référence au lieu de sa découverte, Cooloola.

## Publication originale
- Raven, 1994 : Mygalomorph spiders of the Barychelidae in Australia and the Western Pacific. Memoirs of the Queensland Museum, vol. 35, no 2, p. 291-706 (texte intégral).